# Anna Konkle
Anna Konkle (Vermont, 7 de abril de 1987) é uma atriz norte-americana. Como reconhecimento, foi indicada ao Primetime Emmy Awards 2019.